# Господарський суд Сумської області
Господа́рський суд Сумсько́ї о́бласті — місцевий спеціалізований господарський суд першої інстанції загальної юрисдикції, розташований в місті Суми, юрисдикція якого поширюється на Сумську область.

## Компетенція
Місцевий господарський суд керуються при здійсненні судочинства Господарським процесуальним кодексом України. Він розглядає господарські справи, тобто ті, що виникають у зв'язку із здійсненням господарської діяльності юридичними особами та фізичними особами-підприємцями. Це, зокрема, справи про стягнення заборгованості за договорами, про чинність договорів, про відшкодування шкоди, про банкрутство, про захист права власності, корпоративні спори та ін.
Господарський суд розглядає справу, як правило, за місцезнаходженням відповідача, тобто якщо офіційна адреса відповідача зареєстрована на території юрисдикції цього суду.

## Розташування
Адреса суду — 40011, м. Суми, пр-т. Т.Шевченка, 18/1.
Суд розташований у центральній частині міста, неподалік від залізничного вокзалу.

## Історія
Разом із заснуванням Сумської області у 1939 році було створено облдержарбітраж при виконкомі обласної ради депутатів трудящих.
Відповідно до Положення про Держарбітраж, до його відання були віднесені усі спори щодо укладених договорів, спори про якість продукції, а також інші майнові спори між установами, підприємствами та організаціями усуспільненого сектора, а також переддоговірні спори. Проте реально облдержарбітраж довоєнного періоду розглядав переважно спори про недопоставку, недостачу тари, недоброякісність поставленої продукції.
У зв’язку з окупацією області з жовтня 1941 року облдержарбітраж припинив свою діяльність, проте його робота була відновлена вже у квітні 1944 року (за шість місяців після визволення області). Арбітраж не був забезпечений ні відповідним приміщенням, ні необхідними матеріалами. Тож більшою мірою завдяки наполегливості працівників до кінця 1944 року було розглянуто та вирішено по суті 132 справи. Першими були спори, пов’язані з поверненням майна після німецької окупації та майнові спори за недостачею.
Крім основних обов’язків, головний арбітр, за дорученням обкому КП(б)У, координував заходи зі збирання врожаю, надавав юридичну допомогу облвиконкому, перевіряв сільські ради тощо.
За штатним розкладом держарбітраж складався з 6 одиниць: головний арбітр, арбітр, консультант, секретар, машиністка, кур’єр. 
Порядок організації діловодства було затверджено наказом, відповідно до якого позовний матеріал спочатку передавався консультанту, він перевіряв правильність оформлення та повноту документів і за потреби надавав довідку, про необхідність витребування додаткових документів чи інші заходи, потім процесуальні документи передавались головному арбітру, який залишав їх у власному провадженні або передавав на розгляд арбітру.
Справи, які надходили, поділялись на такі категорії: спори по якості, комплектності та асортименту; кількісні недостачі; спори по застосуванню цін, ставок та тарифів; спори з розрахунків та інші. Існувала також категорія переддоговірних спорів. Було передбачено процедуру оскарження рішень. 
Держарбітраж брав активну участь у становленні ефективних господарських відносин: проводились наради з юрисконсультами, представниками підприємств та торговельних організацій, директорами комбінатів місцевої промисловості. Організовувались також консультації з питань підготовки до укладення договорів.
Кількість справ у провадженні постійно зростає: у 1945 році – 328 справ, у 1946 – 623, у 1947 – 705. Переважно це спори по розрахункам та про порушення договірних строків.
З 1947 року штат держарбітражу зменшується. Вже у 1948 році він становив 3,5 одиниці. А в грудні 1949 року – 2: головний арбітр та секретар.
Наприкінці 1950-х років, в умовах зменшення централізації командно-адміністративної системи управління, навантаження на органи держарбітражу ще зростає, змінюються їх функції.
Рада Міністрів СРСР 23 липня 1959 року постановою «Про поліпшення роботи державного арбітражу» визначила шляхи удосконалення організації та діяльності органів Держарбітражу. Розширювалась їх компетенція. Відтепер Держарбітраж повинен був активно впливати на поліпшення роботи соціалістичних господарських організацій, на виконання планових завдань, зміцнення госпрозрахунку, запобігання необґрунтованим спорам. 
Проте реальні умови роботи на місцях були вкрай несприятливими і не відповідали поставленим задачам: облдержарбітраж не забезпечувався найнеобхіднішим, був переведений до приміщення з пічним опаленням, яке потребувало капітального ремонту. Постійно зростало навантаження. Маючи дві штатні одиниці, арбітраж у 1961 році розглянув по суті 1946 спорів.
Головний арбітр Сумського облдержарбітражу постійно звертається до місцевих та центральних органів влади з вимогою забезпечити необхідні умови для виконання покладених обов’язків. У листі голові Ради Міністрів УРСР Щербицькому В.В. у 1963 році він пише: «Лише для того, щоб забезпечити своєчасний та правильний розгляд такої кількості справ та своєчасну розсилку сторонам рішень та наказів, необхідно мати апарат держарбітражу не менше 4 одиниць, крім того держарбітраж зобов’язаний активно впливати на порушників державної та фінансової дисципліни, узагальнювати арбітражну практику, забезпечувати розгляд актуальних спорів безпосередньо на підприємствах, порушувати справи за власною ініціативою, організовувати третейські суди. На весь 1963 рік на господарські витрати виділено 220 крб., які повністю витрачені у першому кварталі, тоді як необхідні витрати, без яких неможливо працювати, становлять 2664 крб. ».
28 серпня 1963 року Рада Міністрів УРСР провела реорганізацію державних арбітражів при виконкомах обласних Рад у міжобласні державні арбітражі. У зв’язку з цим Сумський держарбітраж було ліквідовано, натомість розпочав роботу новоутворений Харківський міжобласний держарбітраж, який розглядав справи 3-х областей (Харківської, Полтавської, Сумської). Але у зв’язку з початком господарської реформи 1965 року, яка визначила необхідність переходу до економічних методів управління, розширення прав підприємств, зміцнення планової і договірної дисципліни виникла необхідність істотного підвищення ролі державного арбітражу. Як наслідок, у січні 1966 року при виконкомі Сумської обласної ради знову було створено державний арбітраж зі штатом у кількості 3 одиниць 
У 1974 році структура та організація діяльності держарбітражу змінились. Була створена єдина союзно-республіканська система органів державного арбітражу. З 1977 року (в УРСР – 1978) органи державного арбітражу отримали закріплення в конституційних актах. 
Отже, правовий статус Державного арбітражу підвищувався, однак за умов панування централізованої командно-адміністративної системи управління арбітраж не визнавався судовим органом, що позбавляло його гарантій незалежності.
З початком активного формування ринкових відносин, появою суб’єктів господарювання різних форм власності, такий статус арбітражу став недоречним. Назріла потреба реформування його в орган спеціалізованого правосуддя, пристосованого до економічної сфери.
Це питання було вирішено Законом УРСР «Про арбітражний суд» від     4 червня 1991 року. Відповідно до Постанови «Про порядок введення в дію Закону УРСР «Про арбітражний суд» органи державного арбітражу реорганізовувались в систему арбітражних судів.
На момент утворення арбітражного суду Сумської області до його складу входило 4 арбітри та 2 працівника. Вищевказаною постановою було затверджено штат у складі голови, заступника, 7 арбітрів та 11 спеціалістів.
Передбачалось також невідкладне забезпечення судів службовими приміщеннями, але власного пристосованого приміщення арбітражний (господарський) суд Сумської області не мав ще протягом 13 років. 
З новим статусом у арбітражного суду суттєво змінились повноваження та компетенція. Розгляд справ відбувався відповідно до затвердженого 6 жовтня 1991 року Арбітражно-процесуального кодексу України. 
У зв’язку з економічною кризою початку 90-х років, спадом виробництва, порушенням господарських зв’язків змінилась структура спорів.
При значному рості цін підприємства відмовлялись від попередньо домовлених поставок, ціни не встигали відобразитись в умовах договорів, збільшилась кількість позовів про визнання договорів недійсними, з’явилась категорія спорів щодо зміни форми власності державного майна, податкові спори, справи про визнання підприємств і організацій банкрутами.

## Сьогодення
На сьогодні штатом господарському суді Сумської області передбачено роботу 14 суддів та 78 працівників апарату.
В апараті Господарського суду створено відділи:
- аналітичної роботи та аналізу застосування судової практики;
- судової статистики;
- управління персоналом;
- інформаційно-технічного забезпечення судового процесу;
- фінансово-економічний;
- документального забезпечення та контролю (канцелярія);
- організації закупівель та управління майном.

### Керівництво
| Посада                | ПІБ                            |
| --------------------- | ------------------------------ |
| Голова суду           | Жерьобкіна Євгенія Анатоліївна |
| Заступник Голови суду | Яковенко Василь Володимирович  |